# Aito M7
Aito M7 – hybrydowy samochód osobowy typu SUV klasy wyższej produkowany pod chińską marką Aito od 2022 roku.

## Historia i opis modelu

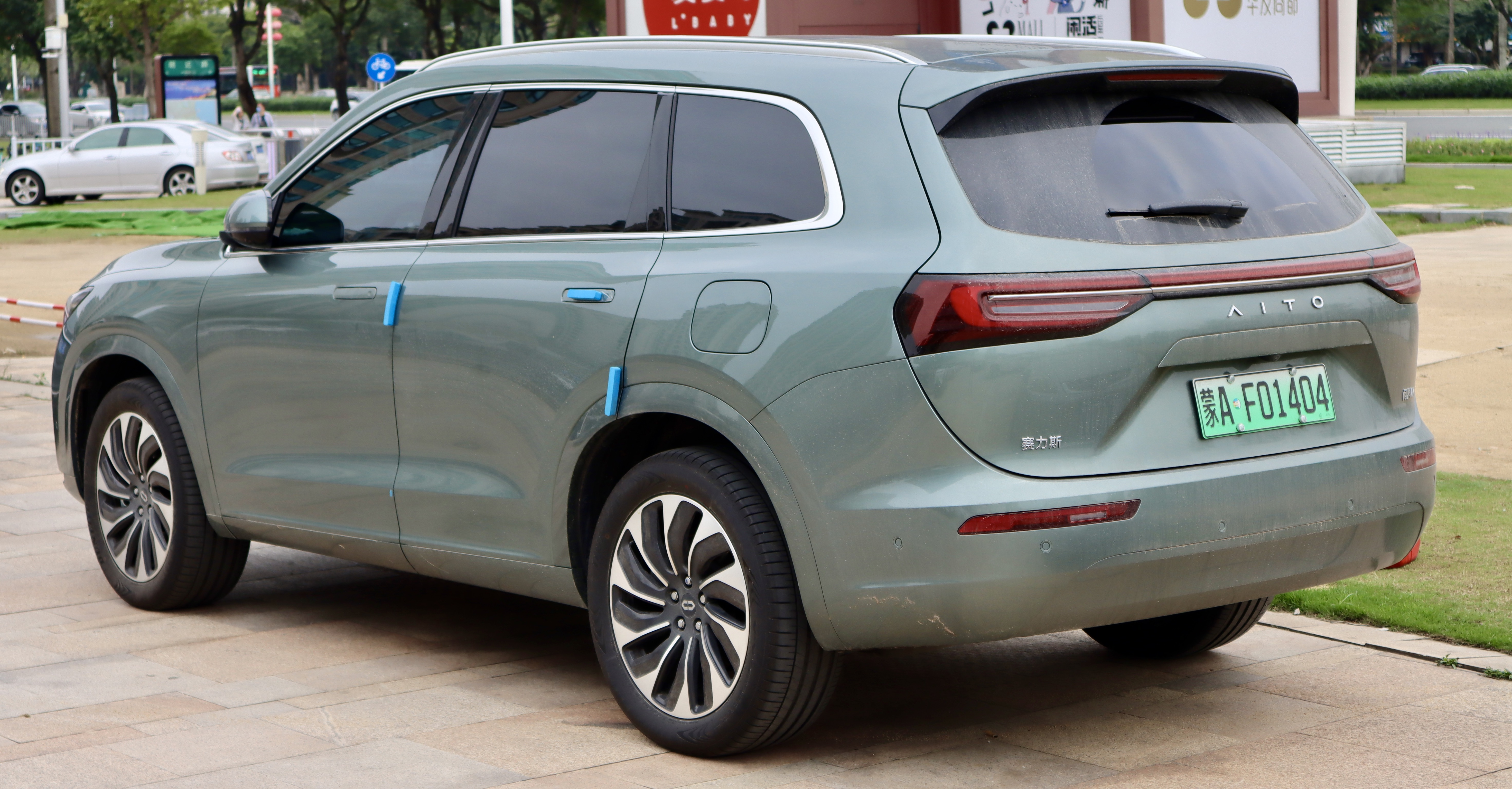
Aito M7 - tył

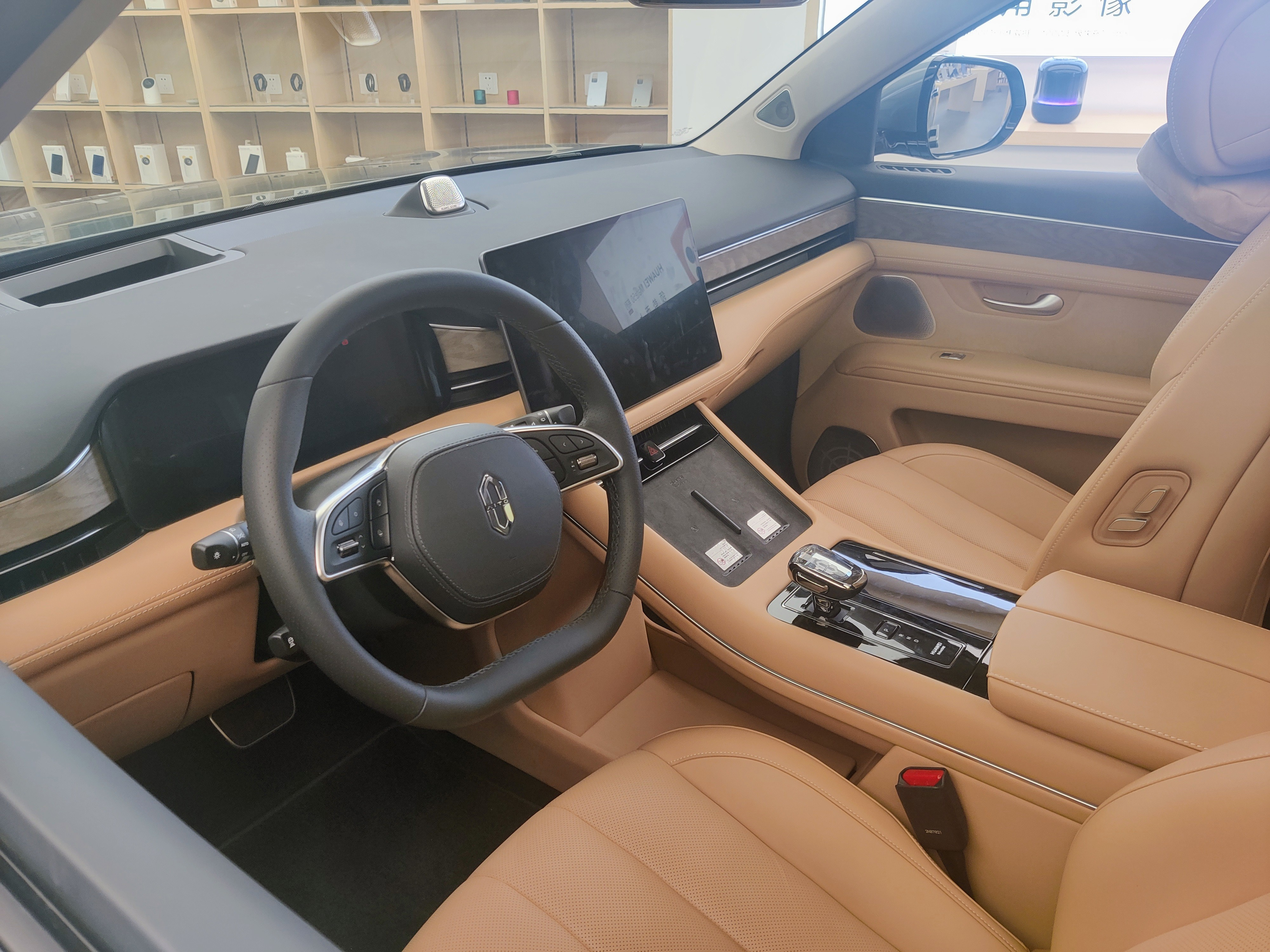
Aito M7 - kokpit

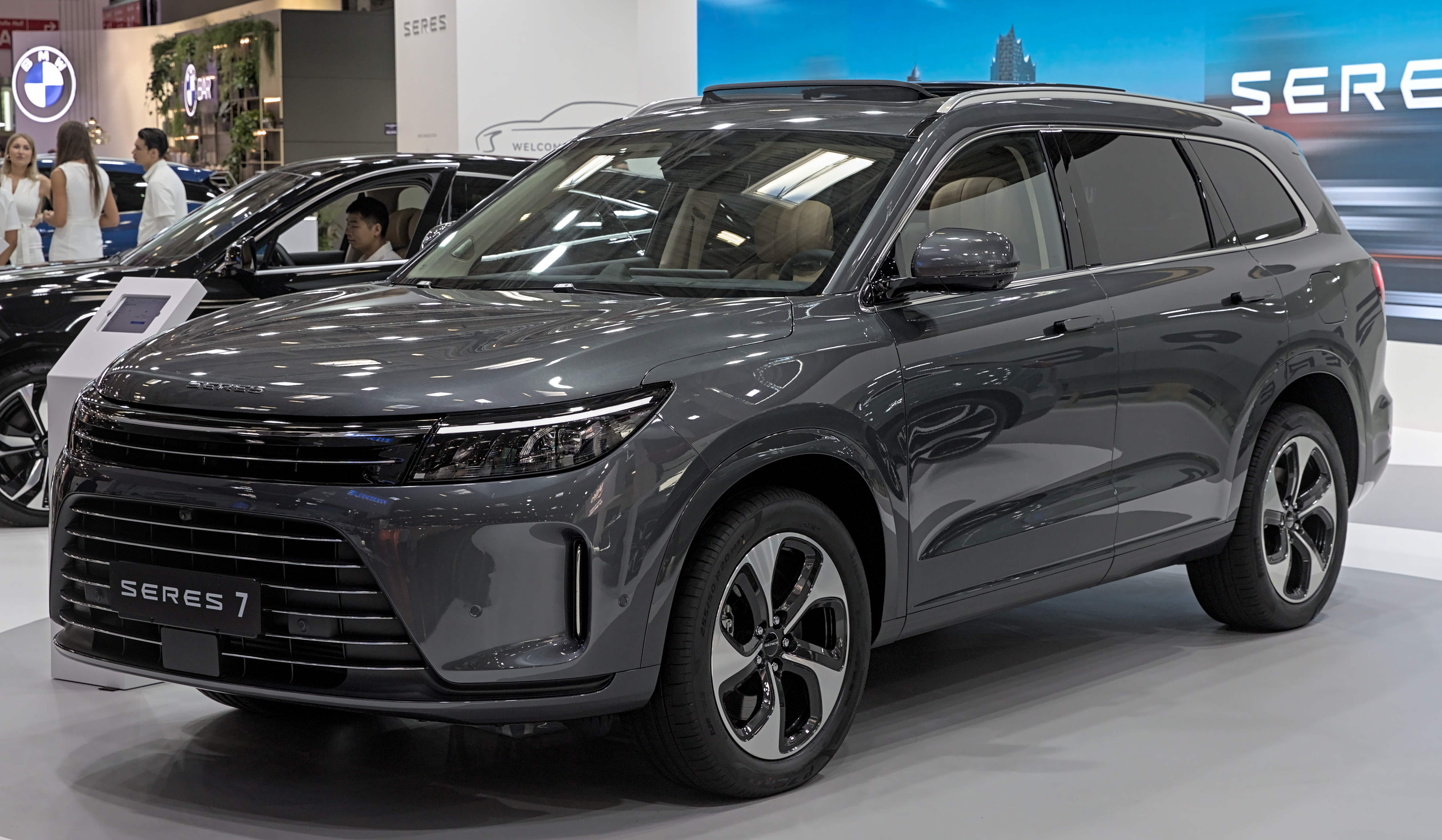
europejski Seres 7

Na początku kwietnia w internecie pojawiły się pierwsze zdjęcia drugiego modelu powstałej przez 4 miesiącami nowej chińskiej firmy Aito, tym razem przyjmującego postać topowego, wyższej klasy SUV-a o długości przekraczającej 5 metrów. Po pierwszych fotografiach z procesu certyfikacji, w drugiej połowie miesiąca przedstawiono pierwsze zdjęcia produkcyjnego samochodu o nazwie Aito M7.
Samochód oparty został na istniejących już modelach pokrewnego koncernu Dongfeng Motor w postaci dużych SUV-ów Fengon ix7 oraz Fengon 580. Unikalny wygląd otrzymał pas przedni oraz kształt linii szyb. Ponadto, pod kątem wizualnym samochód utrzymano w podobnym wornictwie, co mniejsze Aito M5, wyróżniając się dużym, trapezoidalnym wlotem powietrza dominującym pas przedni oraz listwą LED. Nadwozie zyskało smukłą linię, bogatą w liczne chromowane ozdobniki oraz chowane klamki o owalnym kształcie. Kabina pasażerska umożliwia transport do 6 pasażerów. We wnętrzu znalazły się dwa wyświetlacze dominujące luksusowo wykończoną deskę rozdzielczą, z 10,25 calowym ekranem cyfrowych zegarów i dużym, 15,6 calowym ekranem centralnym systemu multimedialnego.

### Lifting
Zaledwie rok po debiucie, we wrześniu 2023 Aito M7 przeszło pierwszą drobną restylizację. Przyniosła ona dodanie charakterystycznej szerokiej poprzeczki w dolnej części osłony chłodnicy, a także przemodelowane koło kierownicy, nowe kolory nadwozia i nowe wzory felg. Przy okazji modernizacji producent radykalnie obniżył cenę z 319 800 na 258 000 juanów za najtańszy egzemplarz, co wzbudziło zainteresowanie 80 tysięcy nowych klientów w pierwsze 50 dni sprzedaży.

### Sprzedaż
Aito M7 jest samochodem opracowanym z myślą o rynku chińskim, gdize początek jego sprzedaży został wyznaczony na drugą połowę 2022 roku. Samochód pozycjonowany jest w ofercie jako droższa, topowa alternatywa dla podstawowego SUV-a M5. Podobnie jak on, samochód zdobył dużą popularność i odniósł sukces rynkowy ze sprzedażą sięgającą z końcem roku ponad 5 tysięcy egzemplarzy miesięcznie. We wrześniu 2023 podczas IAA Mobility przedstawiono prototyp europejskiego egzemplarza pod nazwą Seres 7, bez wstępnych informacji o planowanym początku sprzedaży. W kwietniu 2024 uruchomiono sprzedaż w Rosji jako Seres M7.

### Dane techniczne
Podobnie jak mniejsze M5, Aito M7 jest samochodem hybrydowym typu plug-in. Układ napędowy tworzy 1,5-litrowy, turbodoładowany silnik benzynowy pełniący funkcję tzw. range extendera, z czego za główne źródło napędu odpowiada silnik elektryczny. Łączna moc układu wynosi ok. 370 KM.